# CCL21
CCL21, hemokin (C-C motiv) ligand 21, je mali citokin iz CC hemokin familije. Ovaj hemokin je takođe poznat kao 6Ckine (zato što ima šest konzerviranih cisteinskih ostataka umesto četiri cisteina kao što je tipično za hemokine), exodus-2, i sekondarni hemokin limfoidnog-tkiva (SLC). Gen za CCL21 je lociran na ljudskom hromozom 9. CCL21 dejstvuje putem vezivanja za hemokinski receptor na ćelijskoj površini pod imenom .

## Dodatna literatura
- Nagira M; Imai T; Hieshima K;  . (1997). „Molecular cloning of a novel human CC chemokine secondary lymphoid-tissue chemokine that is a potent chemoattractant for lymphocytes and mapped to chromosome 9p13.”. J. Biol. Chem. 272 (31): 19518—24. PMID 9235955. doi:10.1074/jbc.272.31.19518.
- Hedrick JA, Zlotnik A (1997). „Identification and characterization of a novel beta chemokine containing six conserved cysteines.”. J. Immunol. 159 (4): 1589—93. PMID 9257816.
- Hromas R; Kim CH; Klemsz M;  . (1997). „Isolation and characterization of Exodus-2, a novel C-C chemokine with a unique 37-amino acid carboxyl-terminal extension.”. J. Immunol. 159 (6): 2554—8. PMID 9300671.
- Gunn MD; Tangemann K; Tam C;  . (1998). „A chemokine expressed in lymphoid high endothelial venules promotes the adhesion and chemotaxis of naive T lymphocytes.”. Proc. Natl. Acad. Sci. U.S.A. 95 (1): 258—63. PMC 18193 . PMID 9419363. doi:10.1073/pnas.95.1.258.
- Yoshida R; Nagira M; Kitaura M;  . (1998). „Secondary lymphoid-tissue chemokine is a functional ligand for the CC chemokine receptor CCR7.”. J. Biol. Chem. 273 (12): 7118—22. PMID 9507024. doi:10.1074/jbc.273.12.7118.
- Campbell JJ; Bowman EP; Murphy K;  . (1998). „6-C-kine (SLC), a lymphocyte adhesion-triggering chemokine expressed by high endothelium, is an agonist for the MIP-3beta receptor CCR7.”. J. Cell Biol. 141 (4): 1053—9. PMC 2132769 . PMID 9585422. doi:10.1083/jcb.141.4.1053.
- Jenh CH; Cox MA; Kaminski H;  . (1999). „Cutting edge: species specificity of the CC chemokine 6Ckine signaling through the CXC chemokine receptor CXCR3: human 6Ckine is not a ligand for the human or mouse CXCR3 receptors.”. J. Immunol. 162 (7): 3765—9. PMID 10201891.
- Gosling J; Dairaghi DJ; Wang Y;  . (2000). „Cutting edge: identification of a novel chemokine receptor that binds dendritic cell- and T cell-active chemokines including ELC, SLC, and TECK.”. J. Immunol. 164 (6): 2851—6. PMID 10706668.
- Annunziato F; Romagnani P; Cosmi L;  . (2000). „Macrophage-derived chemokine and EBI1-ligand chemokine attract human thymocytes in different stage of development and are produced by distinct subsets of medullary epithelial cells: possible implications for negative selection.”. J. Immunol. 165 (1): 238—46. PMID 10861057.
- Hirose J; Kawashima H; Yoshie O;  . (2001). „Versican interacts with chemokines and modulates cellular responses.”. J. Biol. Chem. 276 (7): 5228—34. PMID 11083865. doi:10.1074/jbc.M007542200.
- Till KJ, Lin K, Zuzel M, Cawley JC (2002). „The chemokine receptor CCR7 and alpha4 integrin are important for migration of chronic lymphocytic leukemia cells into lymph nodes.”. Blood. 99 (8): 2977—84. PMID 11929789. doi:10.1182/blood.V99.8.2977.
- Grant AJ; Goddard S; Ahmed-Choudhury J;  . (2002). „Hepatic expression of secondary lymphoid chemokine (CCL21) promotes the development of portal-associated lymphoid tissue in chronic inflammatory liver disease.”. Am. J. Pathol. 160 (4): 1445—55. PMC 1867219 . PMID 11943728.
- Banas B; Wörnle M; Berger T;  . (2002). „Roles of SLC/CCL21 and CCR7 in human kidney for mesangial proliferation, migration, apoptosis, and tissue homeostasis.”. J. Immunol. 168 (9): 4301—7. PMID 11970971.
- Christopherson KW; Hood AF; Travers JB;  . (2003). „Endothelial induction of the T-cell chemokine CCL21 in T-cell autoimmune diseases.”. Blood. 101 (3): 801—6. PMID 12393410. doi:10.1182/blood-2002-05-1586.
- Stein JV; Soriano SF; M'rini C;  . (2003). „CCR7-mediated physiological lymphocyte homing involves activation of a tyrosine kinase pathway.”. Blood. 101 (1): 38—44. PMID 12393730. doi:10.1182/blood-2002-03-0841.
- Strausberg RL; Feingold EA; Grouse LH;  . (2003). „Generation and initial analysis of more than 15,000 full-length human and mouse cDNA sequences.”. Proc. Natl. Acad. Sci. U.S.A. 99 (26): 16899—903. PMC 139241 . PMID 12477932. doi:10.1073/pnas.242603899.
- Wolf M; Clark-Lewis I; Buri C;  . (2003). „Cathepsin D specifically cleaves the chemokines macrophage inflammatory protein-1 alpha, macrophage inflammatory protein-1 beta, and SLC that are expressed in human breast cancer.”. Am. J. Pathol. 162 (4): 1183—90. PMC 1851240 . PMID 12651610.
- Weninger W; Carlsen HS; Goodarzi M;  . (2003). „Naive T cell recruitment to nonlymphoid tissues: a role for endothelium-expressed CC chemokine ligand 21 in autoimmune disease and lymphoid neogenesis.”. J. Immunol. 170 (9): 4638—48. PMID 12707342.
- Nagakubo D; Murai T; Tanaka T;  . (2003). „A high endothelial venule secretory protein, mac25/angiomodulin, interacts with multiple high endothelial venule-associated molecules including chemokines.”. J. Immunol. 171 (2): 553—61. PMID 12847218.
- Clark HF; Gurney AL; Abaya E;  . (2003). „The secreted protein discovery initiative (SPDI), a large-scale effort to identify novel human secreted and transmembrane proteins: a bioinformatics assessment.”. Genome Res. 13 (10): 2265—70. PMC 403697 . PMID 12975309. doi:10.1101/gr.1293003.